# Олівер Брауде
О́лівер Ю́гансен Бра́уде (норв. Oliver Johansen Braude; нар. 21 лютого 2004) — норвезький футболіст, півзахисник нідерландського клубу «Геренвен».

## Клубна кар'єра
Виступав за молодіжні команди клубів «Стабек» і «Волеренга», а в лютому 2021 року приєднався до академії нідерландського «Геренвена». В липні 2023 року переведений до першої команди клубу. 20 серпня 2023 року дебютував в основному складі «Геренвена» в матчі Ередивізі проти «Утрехта», вийшовши на заміну Хуссейну Алі.
28 листопада 2023 року продовжив контракт з клубом до літа 2027 року з опцією продовження ще на один сезон.

## Кар'єра в збірній
Виступав за збірну Норвегії до 17, до 18, до 19, до 20 і до 21 року. 2023 року в складі збірної до 19 років брав участь в юнацькому чемпіонаті Європи, що проходив на Мальті. На турнірі провів 4 матчі, а норвежці дійшли до чвертьфіналу, де поступились португальцям.

## Статистика виступів
Станом на 18 травня 2025
| Клуб              | Сезон             | Чемпіонат         | Чемпіонат | Чемпіонат | Кубок | Кубок | Єврокубки | Єврокубки | Інші  | Інші | Всього | Всього |
| Клуб              | Сезон             | Дивізіон          | Матчі     | Голи      | Матчі | Голи  | Матчі     | Голи      | Матчі | Голи | Матчі  | Голи   |
| ----------------- | ----------------- | ----------------- | --------- | --------- | ----- | ----- | --------- | --------- | ----- | ---- | ------ | ------ |
| Геренвен          | 2023–24           | Ередивізі         | 28        | 0         | 1     | 0     | –         | –         | –     | –    | 29     | 0      |
| Геренвен          | 2024–25           | Ередивізі         | 33        | 0         | 2     | 0     | –         | –         | 1     | 0    | 36     | 0      |
| Геренвен          | 2025–26           | Ередивізі         | 0         | 0         | 0     | 0     | –         | –         | –     | –    | 0      | 0      |
| Всього за кар'єру | Всього за кар'єру | Всього за кар'єру | 61        | 0         | 3     | 0     | 0         | 0         | 1     | 0    | 65     | 0      |